# Les Amours de la Belle Époque
Les Amours de la Belle Époque est une série télévisée française en 65 épisodes de 26 minutes, réalisée par René Lucot, diffusée à partir du 10 septembre 1979 sur Antenne 2.

## Synopsis
Cette série est une anthologie d'histoires d'amour dans la France de la Belle Époque.

## Distribution
De nombreux acteurs ont figuré au casting de cette série, parmi lesquels :
- Michel Auclair
- Yolande Folliot
- Odette Joyeux
- Odette Laure
- Maria Mauban
- Micheline Presle
- Jean-Marie Proslier
- Magali Renoir
- Virginie Pradal
- Martine Sarcey
- Nicolas Dumayet
- François Dunoyer
- Christine Laurent
- Éric Legrand
- Dorothée Jemma

## Fiche technique
- Musique : Christian Ardan

## Épisodes

### Première saison (1979)

#### Petite madame
1er épisode diffusé le 10 septembre 1979. Distribution :
- Annick Alane : Mme Gannet ;
- Bruno Balp ;
- Fabienne Bargelli ;
- Fernand Berset ;
- Jacques Bouvier ;
- Jean-Louis Broust ;
- Madeleine Callergis ;
- Nathalie Courval ;
- Nicole Dubois ;
- Jacques Dynam ;
- Luce Farel ;
- Anouk Ferjac ;
- Paulette Frantz ;
- Arlette Gilbert ;
- Fernand Guiot.

#### La duchesse bleue
2e épisode diffusé le 24 septembre 1979. Distribution :
- Régis Ander : René Tournade
- Claude Beauthéac : M. Mose
- Stéphane Bouy : Jacques Molan
- Érik Colin : Louis de Figon
- Nicolas Dumayet : le jeune acteur
- René Eyrouk : le concierge
- Annie Gaillard : Mme Favier
- Yves Marc Gilbert : Bressore
- Pierre Jacquemont : Roland de Bièves
- Tonie Marshall : Malvina
- Édith Perret : Mme de Sermoise
- Janine Souchon : Thérèse
- Isabelle Spade : Camille Favier
- Bernard Tiphaine : Vincent La Croix
- Claude Titre : Pierre de Bonivet

#### Le maître des forges
3e épisode diffusé le 8 octobre 1979. Distribution :
- Véronique Delbourg : Suzanne
- Claude Mathieu : Claire
- Maria Mauban : la marquise
- Nicolas Silberg : Philippe
- Marcel Tristani : Bachelin
- Maurice Vaudaux : Gaston

#### Le mariage de chiffon
4e épisode diffusé le 22 octobre 1979. Distribution :
- Francine Bergé : la marquise
- Marcel Dalio : Jean
- André Gille : le père de Ragon
- Claire Maurier : Mathilde
- Jean-Pierre Moulin : le marquis
- Magali Renoir : Chiffon
- Bernadette Robert : vendeuse
- Henri Serre : le Colonel
- Maïa Simon : Mme de Liron

#### La statue voilée
5e épisode diffusé le 5 novembre 1979. Distribution :
- François Dunoyer : Henri Lefrêne
- Yvonne Clech : Mme Lefrêne
- Robert Murzeau : M. Berchoux
- Maryvonne Schiltz : Madeleine Buchet
- François Brincourt : François Roussin
- Christine Laurent : Charlotte
- Suzanne Brou
- Françoise Caillaud
- Isabelle Pichaud
- René Renot
- Anne Rondeleux
- Yvon Sarray
- Colette Teissèdre

#### Ces dames aux chapeaux verts
6e épisode diffusé le 19 novembre 1979. Distribution :
- Françoise Bette : Marie
- Philippe Clay : M. de Fleurville
- Michel Elias : Jacques
- Odette Laure : Rosalie
- Josiane Lévêque : Jeanne
- Micheline Presle : Telcide
- Georges Téran : Ulysser

#### L'automne d'une femme
7e épisode diffusé le 3 décembre 1979. Distribution :
- Bernard Cara : Antoine
- Marcel Cuvelier : le docteur Daumier
- Alain Feydeau : Jean Esquier
- Bernard Jousset : le curé
- Christophe Malavoy : le Baron
- Pierre-François Pistorio : Maurice
- Alan Rossett : Docteur
- Martine Sarcey : Julie
- Annie Savarin : Marie
- Janine Souchon : Héloïse
- Françoise Viallon : Claire

#### Crapotte
8e épisode diffusé le 17 décembre 1979. Distribution :
- Michel Auclair : Ruiné
- Robert Benoît : Frédéric
- Manuel Bonnet : André
- Françoise Dorner : Crapotte
- Cécile Vassort : Maud

#### Mon oncle et mon curé
9e épisode diffusé le 31 décembre 1979. Distribution :
- Georges Caudron : Paul
- Jean-Marie Proslier : le curé
- Alfred Adam : L'oncle
- Jacqueline Doyen : la tante
- Véronique Leblanc : Reine
- Liliane Sorval : Suzon
- Dorothée Jemma : Perrine
- Jean-Marie Bernicat
- François Guétary

### Deuxième saison (1980)

#### Aimé de son concierge
1er épisode diffusé en 1980. Distribution :
- Ramon Arpino : Paul
- Henry Courseaux : Bouchu
- Hubert de Lapparent : Gravoiseau
- Anne Desbois : Abricotine
- Pierre Duncan : le marchand de vin
- Philippe Étesse : Rochegris
- Yolande Folliot
- Gabriel Jabbour : Rocamir
- Henri Labussière : Gringoire
- Bernard Le Coq
- Pierre Nègre : Maugrain
- Rebecca Potok : Cydalise
- Virginie Pradal : Flore
- Martine Régnier : Zulema
- Jacqueline Rouillard : Félicie
- Raphaëlle Schacher : Lili
- Jean-Paul Tribout : Patouillard

#### Le roman d'un jeune homme pauvre
2e épisode diffusé le 14 janvier 1980. Distribution :
- Alain Courivaud : Maxime
- Jacques Monod : Laudepin
- Christian Charmetant : Le commis
- Annick Allières : Louison
- Georges Aubert : Vauverger
- Valérie Pascale : Hélène
- Valérie Jeannet : Marguerite
- Nita Klein : Caroline
- Jean Martinelli : Laroque
- Arlette Thomas : Amélie Aubry
- Muse Dalbray : Mlle de Porhoet
- Isabelle Mergault : Blanche
- Hélène Vallier : Clara
- Jean-Marie Boyer
- Rémy Darcy
- Marc de Géorgi
- Roland Giraud
- Gérard Victor

#### Le temps d'aimer
3e épisode diffusé le 28 janvier 1980. Distribution :
- Laurence Badie
- Sophie Deschamps
- Bernard Dhéran
- Pierre Gallon
- Yvette Grandelle
- Éric Legrand
- Claude Marcault
- Philippe Mareuil
- Armand Mestral

#### Mon amie Nane
4e épisode diffusé le 28 janvier 1980. Distribution :
- Brigitte Ariel : Clotilde
- Dominique Blanchar : la marquise
- Jean-Pierre Castaldi : Eliburru
- Lyne Chardonnet : Justine
- Cathy Château : Émilienne
- Nicole Chausson : Olympe
- Ronny Coutteure : Le Marigo
- Anne Deleuze ;
- Bernard Dimey : Cornille
- Christian Éclimont : Eugène
- Alain Flick : Armand
- Gérard Giroudon : Paul
- Natacha Inutine : Yeite
- Lila Kedrova : Mme Grabut
- Florence Lafuma : Elvire (as Florence L. Afuma)
- Jean Lepage : D'Elche
- Bernard Lincot : Evenor
- Marianne Lors : Mab
- Anne-Marie Mayfair : Gaya
- Catherine Ménétrier : Noctiluce
- Simone Roche : Mme Jargogne
- Didier Valmont : Jacques